# Dmytro Storoschuk

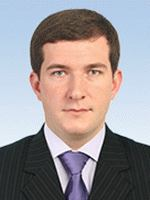
Dmytro Storoschuk

Dmytro Anatolijowytsch Storoschuk (ukrainisch Дмитро Анатолійович Сторожук; * 12. November 1985 in Winnyzja, Ukrainische SSR) ist ein ukrainischer Anwalt und Politiker. Er war Abgeordneter der Werchowna Rada, dem ukrainischen Parlament, und wurde am 7. Juni 2016 Erster stellvertretender Generalstaatsanwalt der Ukraine.

## Werdegang
Dmytro Storoschuk absolvierte 2008 ein Studium an der Kiewer Universität für Innere Angelegenheiten mit dem Fachbereich Rechtswissenschaften. Er besitzt die pädagogische Qualifikationsniveau eines Master des Rechts. Zwischen Mai und Oktober 2007 war er als Rechtsberater einer privaten Anwaltskanzlei tätig.
Von Dezember 2007 bis Oktober 2008 war er beim Inkassounternehmen Dogmat Ukraine CJSC leitender Rechtsberater und anschließend Leiter der Hauptabteilung für Forderungen der Abteilung für die Überwachung und Eintreibung von Forderungen.
Zwischen Januar 2009 und Dezember 2011 arbeitete er als Rechtsanwalt bei der Social Strategy Fund LLC und von April 2011 bis März 2014 in einer privaten Kanzlei. In der Zeit von Januar 2012 bis November 2013 war er als stellvertretender Leiter der Rechtsabteilung der ukrainischen politischen Partei Front des Wandels (Фронт Змін) tätig und von Dezember 2013 bis Februar 2014 war er Leiter der Rechtsabteilung der Front des Wandels.
Bei den Parlamentswahlen 2012 stellte er sich auf Listenplatz 158 der Wahlliste der Partei Allukrainische Vereinigung „Vaterland“ vergeblich zur Wahl.
Vom 5. März 2014 bis November 2014 war er Vorsitzender des staatlichen Exekutivdienstes der Ukraine.
Von November 2014 bis Juni 2016 war Storoschuk Abgeordneter der Werchowna Rada der Partei Volksfront und Mitglied des parlamentarischen Ausschusses für Rechtspolitik und Justiz. Am 7. Juni 2016 wurde er zum Ersten stellvertretenden Generalstaatsanwalt der Ukraine ernannt.

## Familie
Dmytro Storoschu ist mit Alyna Soroka aus der Stadt Mala Wyska verheiratet und Vater zweier Söhne.